# Новомихайловское (Запорожская область)
Новомихайловское (укр. Новомихайлівське) — село,
Михайло-Лукашовский сельский совет,
Вольнянский район,
Запорожская область,
Украина.
Код КОАТУУ — 2321584504. Население по переписи 2001 года составляло 81 человек.

## Географическое положение
Село Новомихайловское находится на расстоянии в 1,5 км от села Задорожное и в 2 км от села Михайло-Лукашово.
По селу протекает пересыхающий ручей с запрудой.
Рядом проходит автомобильная дорога Н-15.

## История
Ранее Андреевка
- Село образовано в начале XIX века.